# Safa Park

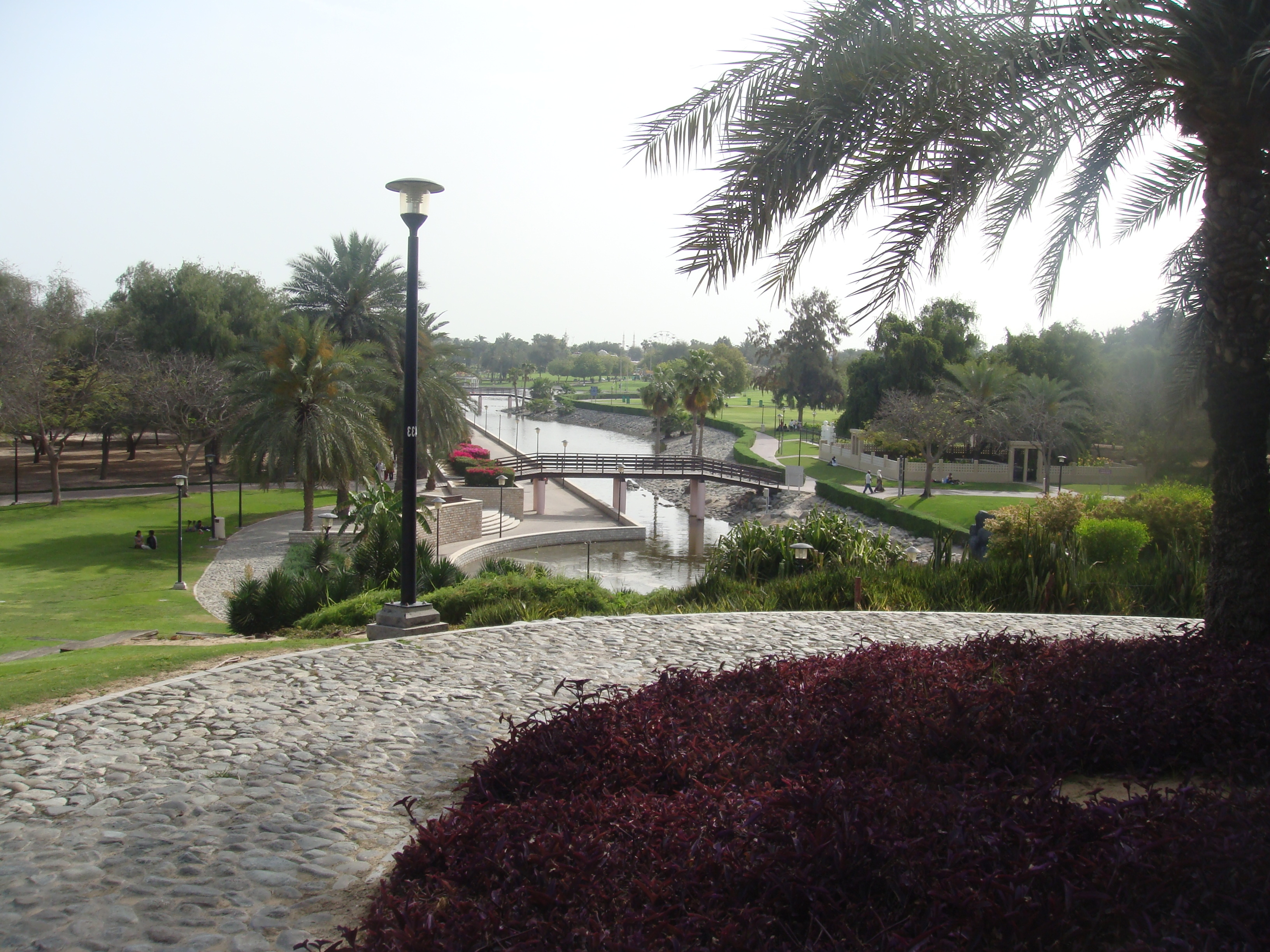
Parque Hadiqat es-Safa

Safa Park (en árabe : حديقة الصفا) es un parque urbano de 64 hectáreas (158,147 acres) ubicado en Dubái, Emiratos Árabes Unidos . Es 10.53 kilometraje (6,60 mi) al suroeste del centro tradicional de Dubái a lo largo de Sheikh Zayed Road . El parque está rodeado por Sheikh Zayed Road, Al Wasl Road, Al Hadiqa Street y 55th Street. Hubo una demolición aquí hace muchos años.

## Historia del parque Safa
Creado en 1975, Safa Park estaba ubicado en las afueras de Dubái. Antes de su creación, el área estaba habitada por inmigrantes ilegales del sur de Asia . Vivían en casas improvisadas sin agua corriente. El gobierno de Dubái [Mohammed bin Rashid Al Maktoum] desvió la cabeza de estos inmigrantes ilegales debido a la necesidad de su mano de obra. Posteriormente, los inmigrantes recibieron amnistía y fueron expulsados del área inmediata para la creación del parque.

## Desarrollo de Safa Park
Después de ser un destino para los residentes de Dubái durante nueve años, el parque fue remodelado en 1984. Otra remodelación ocurrió entre 1989 y 1992. La primera remodelación incluyó la adición de servicios sanitarios y un patio de juegos interior. Este último desarrollo entregó instalaciones recreativas y de servicios al parque. Hoy Safa Park está casi en el centro de la ciudad y solo 3.05 km (1,90 mi) del Burj Khalifa, 5.06 km (3,14 mi) de las Emirates Towers, y 6.27 km (3,90 mi) del Dubai World Trade Center . Debido al rápido crecimiento de Dubái, los rascacielos se están acercando a la puerta del parque.

## Flora y fauna del Parque Safa
El parque contiene tres lagos, más de 200 especies de aves y 16,924 árboles y arbustos diferentes. Dentro del parque, hay césped (que cubre alrededor del 80% del parque), un pequeño bosque y una colina. Una cascada fluye desde la colina hacia un lago cercano. Hay cuatro entradas al parque, todas desde carreteras cercanas.

## Desafío de fitness de Dubái
El desafío Dubai Fitness fue inaugurado por el príncipe heredero de Dubái en el momento Shaikh Hamdan bin Mohammad bin Rashid Al Maktoum. Este desafío de fitness duró un mes y comenzó el 20 de octubre de 2017. El desafío finaliza el 18 de noviembre de 2017. El parque estuvo cerrado durante una semana antes del desafío para la preparación y renovación del parque.

## Deportes en Safa Park
El parque Safa tiene actividades deportivas como tenis largo, ciclismo, fútbol y voleibol.

## Mercado
El mercadillo abre todos los primeros sábados del mes en Safa Park. El mercado de pulgas se está volviendo popular con el tiempo, donde uno puede vender artículos inutilizables a otras personas que lo hayan utilizado.